# Ação (arma de fogo)
Ação nas armas de fogo é o tipo de ação mecânica responsável pela ativação do sistema de disparo e/ou ciclo de municiamento.

## Tipos

Ação (arma de fogo)

fluted chamber direct impingement

As Armas de fogo dividem-se basicamente em armas de ação simples e ação dupla.
Quando o atirador aciona o gatilho, uma arma de ação dupla necessita fazer o movimento de levantar o cão e com a continuidade do acionamento o mesmo faz movimento contrário que baterá na espoleta provocando o disparo do projétil. Assim, na ação dupla o cão faz dois movimentos, um de recuo e outro de aproximação da espoleta.
A ação simples consiste na metade do movimento. O cão já está na parte mais distante e somente fará o movimento de aproximação até bater na espoleta e efetuar a combustão.

## Utilização

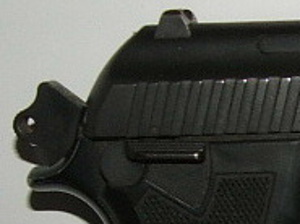
Detalhe - Cão em Ação Simples

Os revólveres, na sua maioria, efetuam os dois tipos de ação. Podendo disparar em ação dupla, fazendo todo o movimento do gatilho, ou disparar em ação simples, onde o cão levantado com o dedo fica em posição de acionamento. Nessa posição, um leve toque no gatilho proporciona a liberação do cão e consecutiva detonação.
Já as pistolas, no primeiro disparo, podem efetuar ação dupla ou ação simples. Entretanto, nos disparos consecutivos, uma nova munição é automaticamente encaminhada para o cano da arma que fica acionada, para o disparo seguinte ser efetuado em ação simples. Essa característica as classifica entre as semi-automática
Existem algumas pistolas que só efetuam disparos em ação dupla. Bem como alguns revólveres, que tem cão embutido.
As carabinas funcionam sempre em ação simples. Ao ser posto a munição no cano por ação mecânica do atirador, o cão, que nesse caso é embutido, fica acionado e acumulado energia para bater na espoleta. Um leve toque no gatilho provoca a liberação do cão que detonará o projétil, e nova munição será encaminhada para o cano da arma para novo disparo em ação simples. 

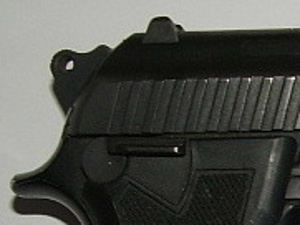
Detalhe - Cão em Ação Dupla

As metralhadoras e algumas pistolas ainda podem ter tiros intercalados um a um projétil por vez, podem disparar rajadas de três disparos por cada toque no gatilho, ou descarregar toda a munição enquanto o gatilho não for liberado pelo dedo do atirador. Em todos esses casos, o movimento do atirador é efetuado por ação simples, mas a arma, no caso da rajada, fará mais de um movimento completo para cada disparo, aproveitando a liberação dos gases em expansão, tornando-as automáticas.

## Outros tipos de Ação
Dentre os diversos tipos de ação há: "single shot" (tiro único), "multiple-barrel firearm" (arma de fogo de múltiplos canos ("derringer") - ver: gatling), "slide" (deslizamento - ver: blowback), "basculante" (comum em espingardas e armas de tiro único), "pump action" (ação de bombeamento) comum em escopetas, "lever action" (ação de alavanca), "bolt action" (ação de ferrolho), ação semiautomática e automática.
- Ação de alavanca (Lever-action)
- Ação de bloco pivotante (Rolling block)
- Ação de bloco cadente (Falling block action)
- Ação de bloco descente (Tilting block)
- Ação de Gases de avanço
- Ação de gases de recuo direto total longo
- Ação de gases de recuo direto total curto
- Ação de gases de recuo direto simples retardado (Delayed Blowback)
- Ação de recuo direto simples retardado (Inércia Retardada - “Delayed Blowback“).
- Ação de recuo direto simples (Ou Fecho Por Inércia - “Blowback“).
- Ação de recuo direto simples RETARDADO A GÁS (“Gas-Delayed Blowback Ou Gas-Retarded Blowback“).
- Ação de GASES DE AVANÇO (“blow forward”).
- Ação de recuo DIRETO TOTAL CURTO (“Short Recoil“).
- Ação de recuo LONGO (“Long Recoil”).
- Ação de recuo INDIRETO DE GAS (“Gas Operation“).
- OPERAÇÃO POR INÉRCIA (“Inertia Operation”).

### Ação Martini
Existe um tipo específico de ação de ferrolho que inclui o movimento de báscula, ou "pivotante". Nesse tipo de ação, o bloco da culatra é articulado em um pino montado na parte traseira; quando a alavanca é acionada, o bloco se inclina para baixo e para frente, expondo a câmara. Os projetos de ferrolho basculante mais conhecidos são: o "Peabody" (1862), o "Peabody–Martini" (1871) e o "Ballard" (1875).